# Кулаева, Ольга Николаевна
Ольга Николаевна Кулаева (26 мая 1929, Москва, СССР — 28 января 2023) — советский физиолог растений, почётный академик АН РБ (2002), доктор биологических наук (1971), профессор (1976), заслуженный деятель науки РФ (2004).

## Биография
Родилась 26 мая 1929 года в Москве.
Окончила Московский государственный университет имени М. В. Ломоносова.
Место работы: Институт физиологии растений имени К. А. Тимирязева РАН. В 1971 году она создала и 30 лет возглавляла лабораторию экспрессии генома.
Научные направления работы Кулаевой: физиология, биохимия, молекулярная биология и гормонология растений. Она первой изучила механизмы действия фитогормонов, их роли на уровне клетки и целого растения. Обнаружила, что гормоны растений — цитокинины — являются внутренним сигналом, с помощью которого корни контролируют функциональную активность надземных органов, в частности, задерживают старение листьев. Ей первой удалось с помощью цитокининов омолодить клетки листа.
Учениками Кулаевой являются 6 докторов и 40 кандидатов наук.
О. Н. Кулаева создала научную школу в области науки о растениях.

## Награды и звания
Лауреат премии АН СССР имени К. А. Тимирязева (1976), награждена орденом Дружбы народов (1986), Заслуженный деятель науки РФ (2004).

## Труды
Кулаева, Ольга Николаевна — автор более 250 научных работ, включая 4 монографий.
- Цитокинины, их структура и функция. М.: Наука, 1973.
- Основы химической регуляции роста и продуктивности растений. М.: Агропромиздат, 1987.